# Colocation
« Coloc » redirige ici. Pour l’article homophone, voir Colloque.
Pour l’article ayant un titre homophone, voir Collocation.

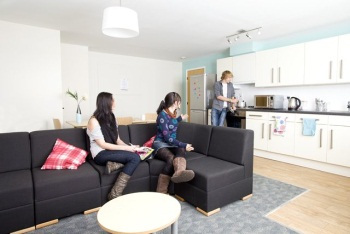
Cuisine commune dans une collocation de Northernhay House.

La colocation est le fait de réaliser une location en commun ou plus précisément de partager en commun un logement. Après la signature de leur bail avec le propriétaire, les colocataires possèdent tous les mêmes droits et devoirs vis-à-vis du bailleur. Une fois le bail signé, le colocataire bénéficie des mêmes droits que n'importe quel locataire. Il a le droit de vivre et circuler librement dans le logement. En France, il peut aussi, percevoir les aides au logement, comme l'aide personnalisée au logement et l'allocation de logement à caractère social (CAF). La colocation est un des domaines de l’économie collaborative.
Les colocataires doivent signer un bail avec le propriétaire (soit un bail par personne, soit un bail établi au nom de tous les colocataires). Le colocataire n'apparaissant pas sur un bail n'a officiellement aucun droit. Il est important de ne pas confondre la colocation avec la sous-location (d'une simple chambre par exemple), dans ce dernier cas le propriétaire du logement doit donner son accord à son locataire sous peine de pénalités et expulsion du sous-locataire.

## Historique
Le marché de la colocation en France connaît depuis plusieurs années un attrait croissant, caractérisé notamment par un boom en 2019. Cet engouement autour du logement partagé est une réponse à la crise du logement mondiale, à l'augmentation des loyers mais aussi à la raréfaction des biens disponibles dans les grandes agglomérations.
La numérisation et l'accroissement du nombre de plateformes numériques ont également transformé ce marché et les inégalités spatiales et sociales liées à l'accès au logement. Désormais, grâce à la numérisation de ce marché, l'accès au logement partagé devient moins contraignant et séduit une cible relativement jeune. Cette numérisation de la colocation attire dorénavant étudiants et jeunes actifs.
D'un point de vue légal, le marché français de la colocation est devenu de plus en plus flexible depuis l'adoption de la loi Alur. Une flexibilité questionnée internationalement, notamment en Australie où la raréfaction des biens et la crise du logement poussent une majorité de colocataires à vivre sans contrats de location.

## Motivations
À Paris par exemple, le recours à la colocation est 20,8 % plus rentable que celui au logement individuel. En revanche, bien que la colocation soit un moyen plus abordable pour se loger en zone tendue, la colocation connait une augmentation des prix en province et villes moyennes.
Outre ces raisons économiques, l'impact social de la colocation est considérable avec 73 % des colocataires qui recherchent en colocation le fait de rencontrer de nouvelles personnes ou encore 12 % des 18-34 ans qui envisagent la colocation pour l'ambiance. Néanmoins, la pertinence de ces données peut être questionnée de par la taille de l'échantillon étudié et de la non-représentativité de ces réponses à une échelle nationale.

## Dimension sociale
Il n'existe pas d'organisme étatique ou de bureau d'étude fournissant des études chiffrées sur la colocation du fait du caractère récent et de la difficulté à quantifier le phénomène. Cependant, le site Appartager, un des sites de référence pour constituer des colocations en France, publie des rapports concernant le profil des personnes qui s'inscrivent sur le site internet en quête de colocation. Ainsi, l'étude de 2017 du site montre un vieillissement des colocataires entre 2016 et 2017 avec une hausse de la part des colocataires entre 26 et 30 ans, entre 31 et 40 et de plus de 40 ans contre une baisse de la part des colocataires de moins de 25 ans.
Selon l'observatoire de la colocation réalisé par Loc service en 2020, 55 % des candidats sont des étudiants, 41 % sont des actifs et 6 % sont des retraités ou sans activité avec un âge moyen d'un colocataire selon l'étude de 27 ans (Thiébault, 2020).
Cela témoigne d'un développement de la colocation qui n'est plus réservée aux étudiants précaires mais aussi aux plus ou moins jeunes salariés venant d'arriver sur le marché du travail avec des contrats à durée déterminée. La colocation semble cependant être victime de son succès car selon le site Appartager, le loyer moyen des colocations est passé de 425 euros en 2013 à 463 euros en 2017.
La popularité de la colocation est le produit de plusieurs facteurs que sont la crise du logement, la part importante des CDD dans les embauches (80 % en 2017 contre 66 % en 2001) et autres facteurs de précarité qui poussent ces personnes à se tourner vers des façons d'habiter différentes telle que la cohabitation.

## Aspects légaux
Généralement, la colocation est une forme de location s'appliquant aux logements et, dans ce cas, elle est régie par la loi qui traite des locations classiques. Cela signifie que pour être reconnu comme locataire, et non simple occupant sans titre, le colocataire doit avoir participé à la signature du bail faute de quoi il risque de devoir quitter le logement si le ou les signataires du bail quittent le logement. Le colocataire possède les mêmes devoirs qu'un locataire (paiement, responsabilité),. Il convient donc de bien vérifier et préciser le cas échéant lors de la signature du bail s'il y a « obligation conjointe » ou une « obligation solidaire » vis-à-vis du paiement du loyer. Suivant la rédaction du bail, le défaut de paiement d'un des colocataires peut obliger le ou les autres colocataires à prendre en charge le loyer impayé par le colocataire défaillant. Un bail en colocation doit être regardé de très près avant signature les conséquences pouvant être nombreuses (responsabilités, caution, etc.),.
Ces principes généraux s'appliquent dans l'ensemble des pays francophones, et se déclinent selon les pays :
- Pour la France : Loi n° 89-462 du 6 juillet 1989 régissant principalement les locations vides[14]. La loi du 24 mars 2014 a créé un bail plus adapté à la colocation[17].
- Pour le Canada : Disposition de la Régie du logement (bail obligatoire depuis 1996)[18]
- Pour la Suisse : Ordonnance sur le bail à loyer et le bail à ferme d’habitations et de locaux commerciaux (OBLF) du 9 mai 1990 (état le 1er juin 2020), RS 221.213.11.[19]
- Pour la Belgique : Loi du 20 février 1991

## Informatique
La colocation est le fait de mettre à disposition un espace commun ou privatif sécurisé pour que le tiers « locataire » puisse y déposer des serveurs informatiques et/ou des équipements de télécommunication pour un usage qui lui est propre (site primaire, site de backup, fournisseurs d'accès internet, fournisseurs de réseaux, fournisseurs de contenus). Un contrat d'hébergement est signé entre l'exploitant ou le propriétaire du centre d'hébergement et le tiers « client, locataire ». Dans la plupart des pays le contrat d'hébergement n'est pas assimilé au bail à loyer (raison pour laquelle locataire est mis entre guillemets mais à un contrat de services. Le client (tiers, « locataire ») décide du volume dont il a besoin (exprimé en rack/cabinet ou en surface. Il se voit dès lors attribuer contre une redevance mensuelle une ou plusieurs armoires (rack ou cabinet) ou un espace privatif fermé dans lequel il pourra disposer ses armoires (rack ou cabinets).
Dans un centre de colocation, tous les équipements doivent être rackés (placés dans une armoire). Lorsque le contrat a été signé entre les deux parties et que les procédures de sécurité d'accès ont été mises en place, le client a accès à ses équipements. Dans un centre informatique sécurisé, aucun client ne détient ni clé, ni badges. Ceux-ci leur sont délivrés sur présentation d'une pièce d'identité à l'arrivée sur le site. Les clés ou badges doivent être restitués à la loge de sécurité avant de quitter le site.

## Culture populaire
- Friends est une série télévisée populaire qui met en scène une colocation.
- Le film à succès L'Auberge espagnole met en scène des personnages de différentes nationalités partageant une colocation.
- Trois filles, deux garçons est une série télévisée camerounaise sur le même thème.
- Bloqués où l'on retrouve deux trentenaires.